# Inmigración coreana en Colombia
La Inmigración coreana en Colombia es el flujo migratorio movimiento procedentes de la península de Corea (especialmente desde también conocida como Corea del Sur) hacia Colombia. Actualmente la comunidad coreana es la tercera comunidad de Asia Oriental y de Extremo Oriente más grande de Colombia y de América Latina, solo detrás de los japoneses y los chinos.
Esta inmigración no ha sido tan grande como la existente en Brasil y Argentina.

## Historia
La inmigración a Colombia no ha sido tan exponencial comparada con otros países de la región como Venezuela, Brasil, o Argentina. Las guerras civiles, de los partidos tradicionales, La violencia, el conflicto armado, y las políticas conservadoras desmotivarías muchos extranjeros a inmigrar a Colombia. Los coreanos nos sería la exención.

### sigloXX
La primera inmigración que se tiene registrada fue en el año 1953, cuando un veterano del Batallón colombiano de la Guerra de Corea, trajo en un costal a un niño de 10 años que huía de la guerra. El niño terminó sus estudios en Boyacá, se casó con una mujer local, tuvo 2 hijos y prestó servicio militar. En la década de 1960 migran los maestros de taekwondo Sang Youn Hahn, Huan Su Sohn, Kyong Deuk Lee y Woo Young Lee "Carlos Lee", para difundir esta disciplina en Medellín y Bogotá.

### sigloXXI
La mayoría de veces que hay coreanos que inmigran a Colombia para este siglo son comerciantes, empresarios de negocios, embajadores y diplomáticos o estudiantes de intercambio.

## Cultura

### Lenguaje
La mayoría de los coreanos en Colombia hablan Idioma coreano e Idioma español, con diferentes grados de competencia.  Colombia tiene instituciones y asociaciones culturales operadas por la comunidad y los colombianos que enseñan el idioma coreano como lengua heredada o segunda lengua tanto a coreanos como a colombianos.
Entre los jóvenes Colombianos, se ha visto una tendencia del interés de manejar el idioma coreano.

### Religión

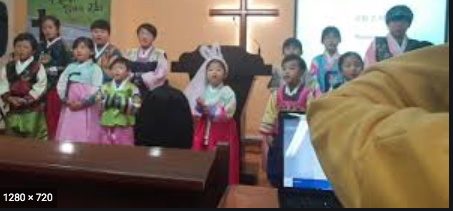
Niños colombo-coreanos cantando himnos evangélicos en la iglesia Unión Corea de Colombia

No se sabe la cantidad y ni los porcentajes exactos de los seguidores de las religiones.
Sin embargo se sabe que:
La mayoría profesan el cristianismo, protestantes ,cuya principal denominación es la Iglesia Unión Corea con una iglesias principal en Bogotá. Una minoría practica el catolicismo su principal sede es en Bogotá dirigida por el Padre el Padre Pablo Hg Yang. Donde maneja el cultos, misas, predicas y rosarios tanto en coreano como en español en ambas corrientes.
También hay una minoría importante que profesan el budismo. Otra minoría declara no ser creyentes es decir ser ateos y/o agnósticos.

### Taekwondo
El taekwondo llegó a Colombia en 1964 y las ciudades que lo empezaron a practicar fueron Bogotá y Medellín con el profesor coreano Sang Youn Hahn en Bogotá. En Medellín se practicó desde 1966 con el profesor coreano Huan Su Sohn.

#### Grandes Exponentes
Según Héctor Julio Chaparro Mesa primera línea de los grandes exponentes de este deporte en Colombia puede sintetizarse así:
- Gran Maestro Iván Darío Valencia - 9° Dan
- Gran Maestro Pedro Pinzón - 9° Dan FCT
- Gran Maestro Mauricio Duque - 9° Dan FCT
- Gran Maestro Jorge Luis Avendaño - 7° Dan -  WT y 9° Dan FCT
- Gran Maestro Oscar Posada - 9° Dan - WT y 9° Dan FCT
- Gran Maestro Diego Hernando Osorio - 9° Dan
- Gran Maestro César Antonio Díaz Jiménez - 9° Dan

### k-pop
Colombia no ha sido la exención por la cultura coreana, ya que se ha visto una tendencia a del K-pop.
Sobre todo por la colaboración de antioqueño Sebastián Yatra con el grupo sur coreano Monsta X "Magnetic".

## Educación
Hay un colegio en Bogotá que es una asociación colombo coreana que le enseña tanto a alumnos colombianos como a coreanos, aunque también hay coreanos que estudian de intercambio en Colombia o estas instituciones como colombo-estadounidenses, rara vez estudian en colegios públicos o privados nacionales.

## Economía
La mayor inmigración corporativa en porcentaje es la surcoreana. Los gigantes de la tecnología como Samsung y LG y las compañías automotrices como Kia y Hyundai, principalmente, han expatriado a sus ingenieros y ejecutivos para vivir en el país por largos periodos de tiempo. Esta es una comunidad mucho más reducida pero de un nivel de ingresos mayor, condición que brinda oportunidades para crear un ambiente coreano lejos de casa. Los lugares donde desarrollan su ocio suelen ser más exclusivos y menos visibles, pero cada vez son más frecuentados por los colombianos. Entre sus lugares de entretenimiento se incluyen restaurantes y clubs de karaoke, principalmente en Bogotá, donde los coreanos y colombianos pueden disfrutar de kimbap con soju, cantar en el karaoke o aprender a jugar al Badugi.

## Película
La película "Bogotá, City of the Lost" (En Español: Bogotá, tierra de ultimas oportunidades  o en hangul, 보고타: 마지막 기회의 땅; romanización revisada, Bogota: majimag gihoeui ttang) es una película Thriller suspenso lanzada en Netflix dirigido por Kim Seong-Je se ambienta en la década de los 90 a 2010 donde cuenta la historia  de Kook-hee (Song Joong Ki) de un joven que emigra a Bogotá tras la crisis financiera asiática y se establece en un mercado tradicional. Tiene como protagonistas a  Kwon Hae-hyo, Lee Hee Joo, Cho Hyun-chul, Park Ji-hwan, Kim Jong-soo y a la Colombiana Juana del Río.

## Personas Notables

### Colombianos descendientes de Coreanos
Sayaka Osorio: medallista de bronce en los juegos panamericanos en Chile 2014

### Coreanos en Colombia
Zion Hwang Influencer y Cantante de Musical popular.
VIvI kim: Más conocida "Yositoko "Modelo famosa por ser parte del elenco del realiy show Do Re Millones.